# North Topsail Beach
North Topsail Beach is een plaats (city) in de Amerikaanse staat North Carolina, en valt bestuurlijk gezien onder Onslow County.

## Demografie
Bij de volkstelling in 2000 werd het aantal inwoners vastgesteld op 843.
In 2006 is het aantal inwoners door het United States Census Bureau geschat op 870, een stijging van 27 (3.2%).

## Geografie
Volgens het United States Census Bureau beslaat de plaats een oppervlakte van
27,4 km², waarvan 16,6 km² land en 10,8 km² water.

## Plaatsen in de nabije omgeving
De onderstaande figuur toont nabijgelegen plaatsen in een straal van 32 km rond North Topsail Beach.